# Агальматоліт
Агальматолі́т — щільна дрібнозерниста гірська порода, що складається з пірофіліту з різними домішками. Колір білий, сірий, буро-жовтий, зелений. Інші назви — китайський жировик, пагодит.
Агрегат подібний до пініту (псевдоморфози слюдоподібного мінералу, головним чином мусковіту по кордієриту, нефеліну або скаполіту), з домішкою кварцу або польового шпату.
Назва цієї породи походить від грецьких слів "агальма" — "статуя", і "літос" — камінь.
Агальматоліт настільки м'який, що легко піддається обробці ножем чи різцем. Цікавим фактом є також те, що після випалу камінь стає більш твердим. Завдяки гладкій, "мильній" поверхні агальматоліт називають "восковим камнем".